# Quantité molaire apparente
 (mars 2024).
La mise en forme du texte ne suit pas les recommandations de Wikipédia : il faut le « wikifier ».
Les points d'amélioration suivants sont les cas les plus fréquents. Le détail des points à revoir est peut-être précisé sur la page de discussion.
- Les titres sont pré-formatés par le logiciel. Ils ne sont ni en capitales, ni en gras.
- Le texte ne doit pas être écrit en capitales (les noms de famille non plus), ni en gras, ni en italique, ni en « petit »…
- Le gras n'est utilisé que pour surligner le titre de l'article dans l'introduction, une seule fois.
- L'italique est rarement utilisé : mots en langue étrangère, titres d'œuvres, noms de bateaux, etc.
- Les citations ne sont pas en italique mais en corps de texte normal. Elles sont entourées par des guillemets français : « et ».
- Les listes à puces sont à éviter, des paragraphes rédigés étant largement préférés. Les tableaux sont à réserver à la présentation de données structurées (résultats, etc.).
- Les appels de note de bas de page (petits chiffres en exposant, introduits par l'outil «  Source ») sont à placer entre la fin de phrase et le point final[comme ça].
- Les liens internes (vers d'autres articles de Wikipédia) sont à choisir avec parcimonie. Créez des liens vers des articles approfondissant le sujet. Les termes génériques sans rapport avec le sujet sont à éviter, ainsi que les répétitions de liens vers un même terme.
- Les liens externes sont à placer uniquement dans une section « Liens externes », à la fin de l'article. Ces liens sont à choisir avec parcimonie suivant les règles définies. Si un lien sert de source à l'article, son insertion dans le texte est à faire par les notes de bas de page.
- La présentation des références doit suivre les conventions bibliographiques. Il est recommandé d'utiliser les modèles {{Ouvrage}}, {{Chapitre}}, {{Article}}, {{Lien web}} et/ou {{Bibliographie}}. Le mode d'édition visuel peut mettre en forme automatiquement les références.
- Insérer une infobox (cadre d'informations à droite) n'est pas obligatoire pour parachever la mise en page.

Pour une aide détaillée, merci de consulter Aide:Wikification.
Si vous pensez que ces points ont été résolus, vous pouvez retirer ce bandeau et améliorer la mise en forme d'un autre article.
Une quantité molaire apparente d'un composant dans un mélange ou une solution est une quantité définie dans le but d'isoler la contribution de chaque composant à la non-idéalité du mélange. Il met en évidence l'évolution d'une propriété d'une solution composée de n composants lorsque l'on fait varier le nombre de moles du i-ième composant sélectionné (i varie entre 1 et n), en gardant le nombre de moles de les autres composants inchangés (n-1) présents. On l'appelle apparent car il représente la propriété molaire du compost sélectionné en solution, en supposant que les propriétés des autres composants restent constantes. Cependant, cette hypothèse n'est souvent pas justifiée, puisque les valeurs des propriétés molaires apparentes d'un composant peuvent être très différentes de ses propriétés molaires à l'état pur.
Par exemple, le volume d'une solution contenant deux composants (n = 2) identifiés comme solvant et soluté a la relation :
{\displaystyle V=V_{0}+{}^{\phi }{V}_{1}\ ={\tilde {V}}_{0}n_{0}+{}^{\phi }{\tilde {V}}_{1}n_{1}\,}
où V 0 est le volume de solvant pur avant d'ajouter le soluté e {\displaystyle {\tilde {V}}_{0}} son volume molaire (aux températures et pression de la solution), n0 est le nombre de moles du solvant, {\displaystyle {}^{\phi }{\tilde {V}}_{1}\,} est le volume molaire apparent du soluté, et enfin n1 est le nombre de moles du soluté dans la solution. La division de cette relation par la quantité molaire d'un composant donne une relation entre la propriété molaire apparente d'un composant et le rapport de mélange des composants.
Cette équation définit {\displaystyle {}^{\phi }{\tilde {V}}_{1}\,}. Le premier terme indique le volume de la quantité de solvant sans soluté, et le deuxième terme est le changement de volume dû à l'ajout du soluté. Donc {\displaystyle {}^{\phi }{\tilde {V}}_{1}\,} indique le volume molaire du soluté en supposant que le volume molaire du solvant reste constant lorsque le soluté est ajouté. Cependant, cette hypothèse est souvent irréaliste, comme le montrent les exemples ci-dessous. {\displaystyle {}^{\phi }{\tilde {V}}_{1}\,} indique seulement une valeur apparente.
Une quantité molaire apparente est définie de la même manière pour le composant solvant {\displaystyle {}^{\phi }{\tilde {V}}_{0}\,}. Certains auteurs ont rapporté les volumes molaires apparents des deux composants (liquides) de la même solution,. Cette définition peut être étendue aux mélanges de composants ternaires ou multicomposants.
Les quantités apparentes peuvent être exprimées en masse au lieu du nombre de taupes. Cette expression produit des quantités apparentes spécifiques, telles que le volume spécifique apparent.
{\displaystyle V=V_{0}+{}^{\phi }{V}_{1}\ =v_{0}m_{0}+{}^{\phi }{v}_{1}m_{1}\,}